# Rafael Jaén Rodríguez
Rafael Jaén Rodríguez (Cordova, 3 gennaio 1949) è un ex calciatore spagnolo, di ruolo centrocampista.

## Carriera
Debuttò nella Liga spagnola nel 1967, all'età di 18 anni, con il Córdoba.
Nel corso della sua carriera, collezionò oltre 200 presenze nella massima serie spagnola.
Partecipò alle Olimpiadi del 1968 in Messico.